# Egg (album)
Egg is het eerste album van de Britse progressieve rock-band Egg.
Het album bevat een mengeling van jazz en progressieve rock. Met name de instrumentale kant heeft de overhand. In aan aantal van de nummers is gebruikgemaakt van thema's uit de klassieke muziek. Op het album is de invloed van toetsenist Dave Stewart goed te herkennen.

## Tracklist
1. Bulb - 0:09 (Gallen)
2. While Growing my Hair - 3:53 (Brooks, Campbell, Stewart)
3. I will be Absorbed - 5:10 (Brooks, Campbell, Stewart)
4. Fugue in D Minor - 2:46 (Johann Sebastian Bach)
5. They laughed when I sat down at the Piano... - 1:17 (Brooks, Campbell, Stewart)
6. The song of McGuillicudie the Pusillanimous (or don't worry James, your socks are hanging in the coal cellar with Thomas) - 5:07 (Brooks, Campbell, Stewart)
7. Boilk - 1:00 (Brooks, Campbell, Stewart)
8. Symphony No 2 - 22:26 (Brooks, Campbell, Stewart)
  1. Movement 1 - 5:47
  2. Movement 2 - 6:20
  3. Blane - 5:28
  4. Movement 4 - 4:51

De heruitgave op CD uit 2004 heeft 3 extra tracks:
1. Symphony No.2 3rd movement (niet eerder uitgebracht)
2. Seven is a Jolly Good Time (A-kant single uit 1969)
3. You Are All Princes (B kant single uit 1969)

## Bezetting
- Dave Stewart: orgel, piano, toongenerator
- Mont Campbell: basgitaar, zang
- Clive Brooks: drums